# WorldSkills 2013
Die WorldSkills 2013 wurden vom 2. bis 7. Juli 2013 in Leipzig ausgetragen. Sie fand nach 1961 in Duisburg und 1973 in München zum dritten Mal in Deutschland statt. Es nahmen 1100 Personen aus 53 Ländern teil, die unter 23 Jahre alt waren.
Dieser internationale Berufswettbewerb ist ein Leistungsvergleich nichtakademischer Berufe für Lernende und junge Berufstätige bis 23 Jahre.
Die Bewerbe wurden in 46 Wettkampfdisziplinen ausgetragen, die in die sieben Kategorien Transport & Logistik,  Haus- & Bautechnik, Fertigungstechnik, Kommunikations- und Informationstechnik, Kreative Kunst & Modetechnologie, Soziale Dienstleistungen und Grüne Technologien für nachhaltige Entwicklung aufgeteilt waren.

## Ablauf
Den Auftakt zu den 42. WorldSkills bildete eine Eröffnungsveranstaltung am 2. Juli 2013, die in der Samsung-Arena der Leipziger Messe stattfand. Bundeskanzlerin Angela Merkel begrüßte die Teilnehmer in einer Videobotschaft:

„Allein bei den WorldSkills dabei zu sein, ist eine Auszeichnung an sich. Der Schlüssel für einen vielversprechenden Berufsweg ist eine gute Ausbildung. Qualifizierte Nachwuchskräfte sind für jedes Unternehmen Gold wert.“

Theodor Niehaus, Präsident der Berufsmeisterschaft bemerkte zur Veranstaltung:

„Wir reden nicht nur über Bildung, wir handeln.“

Simon Bartley, der Präsident von WorldSkills International, meinte

„Ihr seid Teil der größten WM der Berufe, die es jemals gegeben hat. Jeder von Euch ist bereits ein Champion. Ich gratuliere euch dafür, was Ihr bisher erreicht habt und noch erreichen werdet.“

Die Bundesministerin für Bildung und Forschung, Johanna Wanka, wies darauf hin, dass die Grundlage jedes Staates die Ausbildung der Jugendlichen ist:

„Der Wohlstand hängt maßgeblich davon ab, wie gearbeitet wird und wie die Menschen ausgebildet werden.“

In der Eröffnungsveranstaltung trat unter anderem der Thomanerchor auf, die „Flying Steps“ traten mit einer Tanzeinlage auf. Zum Schluss versprachen die Teilnehmer Fairness und sportliches Verhalten.
Die Wettbewerbe wurden im Zeitraum von 3. bis zum 6. Juli ausgetragen. Am 7. Juli wurde der Wettbewerb mit einer der offiziellen Abschlussfeier sowie der Siegerehrung, „Closing Ceremony“ genannt, beendet. Dazu wurde die Bühne in ein Siegerpodest umgestaltet, auf dem die Medaillen verliehen wurden. Die Medaillen wurden unter anderem von Johanna Wanka, Sven Morlok und Burkhard Jung vergeben. Für Unterhaltung sorgten unter anderem die „Lazy Basics“, Poppin Hood, „Team Recycled“ sowie Nathan Flutebox Lee. Zu Ende der Schlussveranstaltung wurden die WorldSkills 2015 an São Paulo vergeben.

## Teilnehmer
Folgende Länder und Landesteile entsandten Teilnehmer zum Bewerb:
| - Argentinien - Armenien - Australien - Bahrain - Belgien - Brasilien - Chile - Volksrepublik China - Chinesisch Taipeh - Dänemark - Deutschland - Dominikanische Republik - Estland - Finnland - Frankreich - Georgien - Hongkong - Indien | - Indonesien - Iran - Irland - Island - Japan - Kanada - Kolumbien - Südkorea - Kuwait - Lettland - Liechtenstein - Luxemburg - Macau - Malaysia - Marokko - Neuseeland - Niederlande - Norwegen | - Oman - Österreich - Portugal - Russland - Saudi-Arabien - Schweden - Schweiz - Singapur - Südafrika - Südtirol - Thailand - Trinidad und Tobago - Ungarn - Vereinigte Arabische Emirate - Vereinigtes Königreich - Vereinigte Staaten - Vietnam |

## Medaillenspiegel
Die Nationen sind nach der Anzahl der Punkte sortiert. Die Punkte werden wie folgt berechnet: Anzahl der Goldmedaillen * 4 + Anzahl der Silbermedaillen * 3 + Anzahl der Bronzemedaillen * 2 + Besondere Medaillen = Punkte.
| Medaillenspiegel |                              |        |      |        |        |                  |        |
| Platz            | Land                         | Punkte | Gold | Silber | Bronze | Leistungsdiplome | gesamt |
| 01.              | Südkorea                     | 89     | 12   | 05     | 06     | 14               | 37     |
| 02.              | Schweiz                      | 73     | 09   | 03     | 05     | 18               | 35     |
| 03.              | Chinesisch Taipeh            | 65     | 06   | 04     | 08     | 13               | 31     |
| 04.              | Japan                        | 56     | 05   | 04     | 03     | 18               | 30     |
| 05.              | Brasilien                    | 52     | 04   | 05     | 03     | 15               | 27     |
| 06.              | Österreich                   | 45     | 05   | 02     | 04     | 11               | 22     |
| 07.              | Deutschland                  | 42     | 02   | 04     | 03     | 16               | 25     |
| 08.              | Frankreich                   | 41     | 02   | 05     | 01     | 16               | 24     |
| 09.              | Finnland                     | 35     | 01   | 02     | 03     | 19               | 25     |
| 10.              | Vereinigtes Königreich       | 34     | 02   | 01     | 03     | 17               | 23     |
| 11.              | Schweden                     | 28     | 01   | 02     | 02     | 14               | 19     |
| 12.              | Singapur                     | 27     | 03   | 02     | 0–     | 09               | 14     |
| 13.              | Australien                   | 26     | 01   | 02     | 01     | 14               | 18     |
| 14.              | Volksrepublik China          | 22     | 0–   | 01     | 03     | 13               | 17     |
| 15.              | Thailand                     | 19     | 02   | 01     | 0–     | 08               | 11     |
| 16.              | Kanada                       | 18     | 01   | 0–     | 0–     | 14               | 15     |
| 16.              | Südtirol                     | 18     | 01   | 02     | 02     | 04               | 09     |
| 18.              | Irland                       | 17     | 02   | 0–     | 01     | 07               | 10     |
| 19.              | Iran                         | 16     | 0–   | 02     | 01     | 08               | 11     |
| 19.              | Niederlande                  | 16     | 01   | 0–     | 01     | 10               | 12     |
| 21.              | Indonesien                   | 15     | 01   | 01     | 0–     | 08               | 10     |
| 22.              | Dänemark                     | 14     | 0–   | 01     | 01     | 09               | 11     |
| 23.              | Norwegen                     | 13     | 0–   | 01     | 02     | 06               | 09     |
| 24.              | Macau                        | 09     | 0–   | 01     | 0–     | 06               | 07     |
| 24.              | Malaysia                     | 09     | 0–   | 0–     | 0–     | 09               | 09     |
| 26.              | Neuseeland                   | 07     | 0–   | 01     | 0–     | 04               | 05     |
| 26.              | Portugal                     | 07     | 0–   | 0–     | 0–     | 07               | 07     |
| 28.              | Kanada                       | 06     | 0–   | 0–     | 0–     | 06               | 06     |
| 28.              | Vietnam                      | 06     | 0–   | 0–     | 0–     | 06               | 06     |
| 30.              | Belgien                      | 05     | 0–   | 0–     | 0–     | 05               | 05     |
| 30.              | Ungarn                       | 05     | 0–   | 0–     | 0–     | 05               | 05     |
| 30.              | Vereinigte Staaten           | 05     | 0–   | 01     | 0–     | 02               | 03     |
| 33.              | Hongkong                     | 03     | 0–   | 0–     | 0–     | 03               | 03     |
| 33.              | Indien                       | 03     | 0–   | 0–     | 0–     | 03               | 03     |
| 33.              | Liechtenstein                | 03     | 0–   | 0–     | 0–     | 03               | 03     |
| 33.              | Lettland                     | 03     | 0–   | 01     | 0–     | 0–               | 01     |
| 37.              | Vereinigte Arabische Emirate | 01     | 0–   | 0–     | 0–     | 01               | 01     |
| 37.              | Luxemburg                    | 01     | 0–   | 0–     | 0–     | 01               | 01     |
| 37.              | Marokko                      | 01     | 0–   | 0–     | 0–     | 01               | 01     |
| 37.              | Südafrika                    | 01     | 0–   | 0–     | 0–     | 01               | 01     |
| 41.              | Chile                        | 0–     | 0–   | 0–     | 0–     | 0–               | 0–     |
| 41.              | Estland                      | 0–     | 0–   | 0–     | 0–     | 0–               | 0–     |
| 41.              | Island                       | 0–     | 0–   | 0–     | 0–     | 0–               | 0–     |
| 41.              | Kuwait                       | 0–     | 0–   | 0–     | 0–     | 0–               | 0–     |
| 41.              | Oman                         | 0–     | 0–   | 0–     | 0–     | 0–               | 0–     |
| 41.              | Russland                     | 0–     | 0–   | 0–     | 0–     | 0–               | 0–     |
| 41.              | Saudi-Arabien                | 0–     | 0–   | 0–     | 0–     | 0–               | 0–     |

## Abschneiden der deutschsprachigen Länder

### Medaillenspiegel (deutschsprachige Länder)
| Medaillenspiegel |               |        |      |        |        |                  |        |
| Platz            | Land          | Punkte | Gold | Silber | Bronze | Leistungsdiplome | gesamt |
| 02.              | Schweiz       | 73     | 09   | 03     | 05     | 18               | 35     |
| 06.              | Österreich    | 45     | 05   | 02     | 04     | 11               | 22     |
| 07.              | Deutschland   | 42     | 02   | 04     | 03     | 16               | 25     |
| 16.              | Südtirol      | 18     | 01   | 02     | 02     | 04               | 09     |
| 33.              | Liechtenstein | 03     | 0–   | 0–     | 0–     | 03               | 03     |
| 37.              | Luxemburg     | 01     | 0–   | 0–     | 0–     | 01               | 01     |

### Schweiz
Die Schweiz schnitt mit 9 Gold-, 3 Silber- und 5 Bronzemedaillen, 18 Diplomen und 2 Zertifikaten nach Korea im Medaillenspiegel am zweitbesten ab und behauptete die Spitze der deutschsprachigen Länder.

### Deutschland
Aus Deutschland nahmen 43 Teilnehmer in 38 Wettbewerben teil.

### Österreich
Die österreichischen Teilnehmer konnten 22 Medaillen erlangen, davon fünf Mal Gold, zwei Mal Silber, vier Mal Bronze und elf Leistungsdiplome. Verglichen mit den WorldSkills 2011 war dies eine Steigerung um fast das Doppelte und die höchste Anzahl an Goldmedaillen seit 1991 (damals errang Österreich sechs Mal Gold). Damit landete Österreich unter den besten Zehn und war die bestplatzierte EU-Nation.
Medaillengewinner
 Gold
| Name               | Disziplin           |
| ------------------ | ------------------- |
| Kevin Micheli      | Koch                |
| Christina Peinthor | Malerin             |
| Thomas Liebenauer  | Fliesenleger        |
| Robert Schnöll     | Steinmetz           |
| Herbert Gabauer    | Sanitärinstallateur |

 Silber
| Name                | Disziplin   |
| ------------------- | ----------- |
| Martin Mittelberger | Maurer      |
| Wolfgang Fank       | Bautischler |

 Bronze
| Name                                      | Disziplin          |
| ----------------------------------------- | ------------------ |
| Anja Omann                                | Restaurantfachfrau |
| Thomas Lindner                            | Möbeltischler      |
| Dominik Rechfelden und Martin Unterberger | Landschaftsgärtner |
| Florian Schnöll                           | Metallbau          |

Österreichisch entsandte 29 Teilnehmer und nahm zum 28. Mal an den WorldSkills teil
Christoph Leitl, der Präsident der österreichischen Wirtschaftskammer, meinte Folgendes:

„Unsere jugendlichen Teilnehmer haben einmal mehr bewiesen, dass sie dem Druck gewachsen sind. Ihre Chancen haben sie optimal genutzt, ihre hervorragenden Fähigkeiten vor internationalem Publikum und weltweiter Konkurrenz erfolgreich eingesetzt. Ihr habt mir drei Wünsche erfüllt: Ihr habt mehr Medaillen als beim letzten Mal erobert, nämlich doppelt so viele. Ihr seid unter den Besten der ganzen Welt, nämlich unter den Top-Ten. Und ihr seid die Besten aller EU-Staaten. Ihr habt tolle weltmeisterschaftliche Erfolge errungen.“

Renate Römer, die Vizepräsidentin der österreichischen Wirtschaftskammer, meinte Folgendes:

„(dass die Teilnehmer) … durch das intensive Training und die unwiederbringlichen Erfahrungen beim Wettkampf auch für ihren weiteren beruflichen Lebensweg bestens gerüstet sind.“

Die österreichische Bildungsministerin Claudia Schmied, sprach dem Team ihre Anerkennung aus:

„Wir alle können stolz auf unser Team sein. Ein derartiger Medaillenregen übertrifft alle Erwartungen. Die Berufsausbildung und die berufsbildenden Schulen in Österreich sind in allen internationalen Studien zurecht an der Weltspitze. Das zeigen wieder einmal eindrucksvoll die Top-Leistungen unserer Teilnehmer bei WorldSkills 2013.Veranstaltungen wie diese, die sowohl hochqualifizierte Fachkräfte vor den Vorhang bitten, als auch einen Beitrag zur Weiterentwicklung unseres Bildungssystems leisten, sind dem Bildungsressort ein hohes Anliegen.“

Der österreichische Sozialminister Rudolf Hundstorfer, bemerkte:

„(er betonte)…die Bedeutung von Teamgeist und gegenseitiger Unterstützung in einer derart herausfordernden Situation, die jedem einzelnen Teilnehmer alles abverlangt hat. Ich gratuliere allen, die sich der Berufsweltmeisterschaft gestellt haben, sowie den Betrieben und Experten als großartige Wegbegleiter.“